# Gustav von Bergmann
Gustav von Bergmann (n. 24 decembrie 1878, Wurzburg, Regatul Prusiei – d. 16 septembrie 1955,  München, RFG) a fost medic internist german, fiu al chirurgului Ernst von Bergmann. Este considerat unul dintre fondatorii medicinei psihosomatice.
Nu trebuie confundat cu filozoful Gustav Bergmann (1906 - 1987).

## Biografie
Gustav von Bergmann provine dintr-o familie baltică. Tatăl său a fost ilustrul chirurg Ernst von Bergmann.
Studiază medicina la Berlin, München, Bonn și Strasbourg, unde, în 1903, obține doctoratul. Începe să profeseze la Berlin sub conducerea lui Friedrich Kraus. În 1916 devine profesor titular de medicină internă la Marburg, în 1920 profesor la Frankfurt pe Main, în 1927 la spitalul Charité din Berlin, apoi la München în 1946.
Bergmann s-a căsătorit, în 1904, cu Auguste Verwer, iar în 1924 s-a recăsătorit cu Emilia Simokat.

## Activitate
Domeniul de care s-a ocupat cu predilecție a fost cel al patologiei funcționale. Studiind boli ca hipertensiunea, ulcerul duodenal ajunge la concluzia că multe astfel de tulburări sunt condiționate neurologic, punând astfel bazele medicinei psihosomatice.